# Astronomus
Astronomus (erste Hälfte des 9. Jahrhunderts) ist der Notname für einen nicht sicher identifizierten Biografen Ludwigs des Frommen.

## Leben
Der „Astronomus“ (auf der zweiten Silbe zu betonen, lateinisch für „Astronom“) war ein fränkischer Adliger, wahrscheinlich Kanoniker (oder Mönch) und ein hochrangiges Mitglied der Hofkapelle Ludwigs des Frommen. Nach eigenen Angaben hielt sich der Astronomus seit 814 am Hof Ludwigs auf und galt bei der Erscheinung des Kometen Halley 837 als der dort für Astronomie zuständige Experte; der Name des Anonymus geht auf ebendiese astronomischen Kenntnisse zurück. Außerdem besaß er gute medizinische und juristische Kenntnisse und eine entsprechende literarische Bildung.

## Identifikationsversuche
Es gab mehrere Vorschläge zur Identifizierung des anonymen Verfassers (eine Einigung konnte bisher aber nicht erzielt werden):
- einer heute nicht mehr erhaltenen Handschrift folgend, bezeichnete Pierre Delalande 1666 einen Luitolf als Verfasser, der jedoch nicht unter den Mitgliedern der Hofkapelle Ludwigs des Frommen begegnet;
- Johann Georg von Eckart dachte 1729 an Hirminmaris, der 816–839 Notar in der Kanzlei Ludwigs des Frommen war;[1]
- Bernhard von Simson schlug 1907 Gerold, Archidiakon und später Mönch in Corvey, vor;[1]
- Max Buchner brachte 1940 Hilduin den Jüngeren († 860), Neffe Hilduins von Saint-Denis sowie Kanzler Pippins II. und Erzkapellan Karls des Kahlen, ins Spiel. Ernst Tremp ging davon aus, dass sich die Indizien zu seinen Gunsten verdichtet hätten.[1]
- Matthias Tischler schlug 2001 die Identifikation des Astronomus mit dem Bischof Jonas von Orléans († 843) vor. Als Argumente führte er zum einen an, dass die wesentlichen Punkte, die man aus der Ludwigsvita des Astronomus über ihren Verfasser erschließen könne, auf Jonas von Orléans zuträfen; zum anderen sei auffällig, dass sowohl die Überlieferung der vom Astronomus benutzen Reichsannalen, Fassung C, als auch die früheste Rezeption des Astronomus selbst im Kloster Fleury in der Nähe von Orléans zu fassen sei.[2]

## Werk
Der Astronomus verfasste die einzige vollständige Biografie Ludwigs des Frommen, die Vita Hludowici (lat. „Das Leben Ludwigs“). Abfassungszeit war wahrscheinlich der Winter 840/841.
Der Astronomus benutzte folgende Quellen:
- für die Jugendzeit Ludwigs des Frommen eine relatio Adhemari, d. h. den (heute verlorenen) Bericht eines Mönches namens Adhemar;
- Einhards Vita Karoli Magni;
- die Reichsannalen (Annales regni Francorum, Fassung C) für die Zeit von 814 bis 829.

Der Astronomus legte sein Werk nach Art der Annalen chronologisch fortschreitend an, irrte sich aber bisweilen in der zeitlichen Abfolge der Ereignisse. Anders als Einhard, der in seiner Vita Karls des Großen die Tatkraft als Herrschertugend besonders herausstellt, betont der Astronomus die bei Ludwig dem Frommen vorhandenen inneren Qualitäten. Dazu verwendet er das aus der Hagiographie übernommene Modell indirekter Charakterisierung; d. h. die Eigenschaften Ludwigs des Frommen werden nicht explizit benannt, sondern erschließen sich dem Leser aus der Schilderung von dessen Verhalten.
Die Rezeption des Astronomus konzentrierte sich auf das westfränkisch-französische Reich, während die Ludwigsbiografie des Thegan vor allem im ostfränkisch-deutschen Reich rezipiert wurde.

## Ausgaben und Übersetzungen
- Vita Hludowici imperatoris. Lateinisch/deutsch. In: Ernst Tremp (Hrsg.): Scriptores rerum Germanicarum in usum scholarum separatim editi 64: Thegan, Die Taten Kaiser Ludwigs (Gesta Hludowici imperatoris). Astronomus, Das Leben Kaiser Ludwigs (Vita Hludowici imperatoris). Hannover 1995 (Monumenta Germaniae Historica, Digitalisat).
- Reinhold Rau (Übersetzer): Das Leben Kaiser Ludwigs vom sog. Astronomus [Anonymi vita Hludowici imperatoris]. In: Reinhold Rau (Hrsg.): Quellen zur karolingischen Reichsgeschichte. = Fontes ad historiam regni Francorum aevi Karolini illustrandam. Band 1: Die Reichsannalen, Einhard Leben Karls des Großen, Zwei „Leben“ Ludwigs, Nithard Geschichten, (Ausgewählte Quellen zur deutschen Geschichte des Mittelalters. Freiherr-vom-Stein-Gedächtnisausgabe. Bd. 5), ISSN 0067-0650). Wissenschaftliche Buchgesellschaft, Darmstadt 1955, S. 257–381 (Nachdruck, ebenda 1974).